# Stade Roumdé Adjia
 (avril 2025).
Le Stade Roumdé Adjia est un stade Omnisports situé à Garoua, Cameroun et construit en 1978.
D'une capacité de 30 000 places, le stade se trouve dans le quartier Roumdé Adjia à 3 km du centre-ville. Il accueille les matchs du club du Coton Sport FC, l'un des clubs les plus titrés du Cameroun, et du Roumdé Adjia FC.

## Le stade
| \| 500 km1:18 610 000 \| Olembe (60 000) Ahmadou-Ahidjo(40 000) Japoma (50 000) Roumdé Adjia (25 000) Bafoussam (Kouekong) (20 000) Limbé (20 000) Réunification (39 000) |
| 500 km1:18 610 000 |

| 500 km1:18 610 000 |

| Stades principaux existants  |
| (40 000) Capacités d'accueil |

En 2020, Mota Engil restaure le stade en vue des compétitions de la CAN.

## Matchs mémorables
- Novembre 2008 : Coton Sport FC - Dynamos FC : 4-0
  - Demi-finale de la Ligue des champions de la CAF 2008
  - Affluence : 35 000